# Сигнахи
Сигнахи (груз. სიღნაღი) је град у Грузији у регији Кахетија. Према процени из 2014. у граду је живело 1.485 становника.

## Становништво
Према процени, у граду је 2014. живело 1.485 становника.
| 1989. | 2002. | 2014  |
| ----- | ----- | ----- |
| 3.489 | 2.109 | 1.485 |

- Сигнахи
- St. Georg